# واروژان کاراپتیان
واروژان کاراپتیان (ارمنی: Վարուժան Կարապետեան؛ زاده ۷ مارس ۱۹۵۴ – درگذشته ۲۹ ژانویهٔ ۲۰۱۹) عضو ارتش سری ارامنه برای آزادی ارمنستان که به عنوان متهم به بمب‌گذاری در فرودگاه اورلی در سال ۱۹۸۳ شناخته شده‌است.

## زندگی‌نامه
در ۷ مارس ۱۹۵۴ در قامشلی به دنیا آمد. در ۲۹ ژانویهٔ ۲۰۱۹ در سن ۶۴ سالگی در ایروان درگذشت.